# La Marre
La Marre – miejscowość i gmina we Francji, w regionie Burgundia-Franche-Comté, w departamencie Jura.
Według danych na rok 1990 gminę zamieszkiwało 249 osób, a gęstość zaludnienia wynosiła 23 osoby/km² (wśród 1786 gmin Franche-Comté Marre plasuje się na 499. miejscu pod względem liczby ludności, natomiast pod względem powierzchni na miejscu 387.).